# Canal Magdalena (Río de la Plata)
Se denomina canal Magdalena o canal de la Magdalena (antiguamente también canal Sur o canal del Sur), a un canal natural que presenta el lecho del Río de la Plata en su sección austral media y que concluye en el comienzo de su sector estuarial.
Posee una profundidad inherente de 4,50 metros (15 pies).
Sobre parte de este canal el gobierno de la Argentina ha proyectado el levantamiento de una ruta de navegación de una longitud aproximada de 53 kilómetros y un ancho de 200 metros, construida mediante dragado para llevar su profundidad hasta los 12 metros (40 pies).

## Características geográficas
Según el Derrotero del Servicio de Hidrografía Naval argentino (SHN), el Magdalena es un canal natural que, con rumbo noroeste-sudeste, corre paralelo a la ribera bonaerense del Río de la Plata, en el centro-este de la Argentina. Se sitúa entre el banco homónimo por el norte y los bajos fondos que orillan el borde costero a ambos lados de la punta Atalaya. Lumínicamente está demarcado con 6 boyas de medio canal y un cardinal Sur. Posee una profundidad inherente de 4,50 metros (15 pies) —lo que demostraría la existencia de autodragado— ya que constituiría la vaguada o thalweg de un tramo del sector medio del Plata, según el resultado de los sondajes y otros trabajos hidrográficos efectuados en el año 1903 que realizó el entonces capitán de fragata Juan Pablo Sáenz Valiente quien, al relevar toda su extensión con batimetrías de hasta 32 metros de profundidad, no detectó ningún sector con fondo rocoso o pétreo. Según el relevamiento de Sáenz Valiente, su desembocadura se mantiene a más de 19 pies de profundidad en razón de que durante las sudestadas las olas penetran y remueven los sedimentos, los que son transportados hacia el mar.

## Proyecto para su dragado
Su canalización artificial es un proyecto del estado argentino presentado en julio de 2013 para facilitar la conectividad del transporte naviero mediante grandes embarcaciones entre los puertos marítimos argentinos con el puerto de la ciudad de Buenos Aires y los restantes puertos fluviales del país en la cuenca del Plata. Representa un costo de 306 millones de dólares, los que serán erogados completamente por las arcas argentinas. Se basa en parte en una propuesta formulada en el año 2000 por el capitán de ultramar de la marina mercante italiana Bruno Pellizzetti. El tránsito mediante esta vía acortaría la duración del recorrido, especialmente para las rutas del Sur, ya que actualmente el único acceso a todos los puertos de la cuenca del Plata es el canal Punta Indio, el cual pasa próximo al puerto de Montevideo, en la capital uruguaya. No obstante para las rutas desde el Norte, que conectan con Brasil, Europa, África etc. requiere de más horas de navegación, debido a su localización más austral y el sorteo del Banco Inglés, al que habría que eludir para poder tomar por el Magdalena. Además, la presencia de fondos duros en una proporción significativa en el Canal Magdalena aumentaría los esfuerzos de dragado.
Fue autorizada por la Subsecretaría de Puertos y Vías Navegables de la Argentina mediante la resolución N° 600/2014, del 26 de junio de 2014. Comenzaría en la zona de intercambio salino del Plata, en un punto a definir —sobre la isóbata de 12 m— denominado Zona Beta (que es una zona para alijo y complemento de carga de la «zona Alfa»). Tendría una orientación rectilínea de rumbo sudeste-noroeste y pasaría al nordeste de la ribera de la provincia de Buenos Aires, próxima a un sector costero del partido de Punta Indio, el cual hasta el año 1994 formaba parte del partido de Magdalena. El canal terminaría en el punto denominado ‘‘El Codillo’’, un ángulo del canal Punta Indio situado en el km 143,900 del mismo, en donde este presenta un quiebre de su dirección, del rumbo este-oeste que poseía pasa a orientarse hacia el noroeste, por lo tanto, las embarcaciones que desde el mar transitarían por el Magdalena mantendría la misma dirección recta al pasar por ‘‘El Codillo’’, y continuarían circulando aguas arriba por el tramo occidental del canal Punta Indio, el cual más adelante toma la denominación de «canal Intermedio» o «Argentino». 
El canal Magdalena discurrirá en su totalidad en la porción del Río de la Plata en que la Argentina ejercer soberanía sobre el lecho y subsuelo, ya que en este sector del canal Punta Indio, en los tramos que se unen en ‘‘El Codillo’’, esta vía constituye el límite argentino-uruguayo. En dicho sector Uruguay tiene derechos limitados al espejo y la columna de agua de manera copartícipe, al encontrarse en la mayoritaria porción de aguas del Plata de uso común.   
La obra para la apertura y balizamiento de este canal ya fue licitada públicamente por el gobierno argentino —tanto para oferentes nacionales como internacionales— el 30 de junio de 2014, denominándola técnicamente «Definición de la traza y apertura a zona Beta del Canal Punta Indio de km. 143.900 A, El Codillo, hasta la isobata de 12 m - Río de la Plata - República Argentina», y publicándola en el Boletín Oficial. La Secretaría de Asuntos Políticos de la cartera de Interior y Transporte, mediante su resolución 600, aprobó las especificaciones técnicas de este emprendimiento, así como los pliegos de las cláusulas especiales y generales.
Esta obra es parte de un proyecto mayor, el que busca adaptar tanto las vías navegables (el ancho y la profundidad) como la infraestructura portuaria argentina (dársenas, calados, etc.) a las necesidades operativas de los barcos de mayor tamaño que serán los dominantes en el mercado del transporte marítimo de cargas, los que han incrementado su envergadura, entre otras razones, para sacar provecho de la ampliación del canal de Panamá y del proyectado canal de Nicaragua.
Esto permitiría a los barcos que parten o llegan a los puertos fluviales de ese país, a hacerlo a plena carga, al ya no tener que completar cargamento en puertos de otros países, además del beneficio de poder hacer los transportes con naves más grandes. Por razones de escala, esto redundará en una mayor utilización de los puertos fluviales argentinos y en una baja del costo de los fletes (de operación por unidad de carga).

### Oposición del gobierno del Uruguay
Según el gobierno argentino, el proyecto de esta obra, con la totalidad de sus especificaciones técnicas, fue presentado en la binacional «Comisión Administradora del Río de la Plata» (CARP) y, según constaría en actas, logrando el visto bueno de su par del Uruguay: 

«La delegación de la República Oriental del Uruguay prestó acuerdo a la solicitud de la Delegación de la República Argentina, realizada por medio de la Nota de la Delegación Argentina Nº 998 del 23 de agosto de 2005 (…) y de la nota de la Delegación Argentina Nº1018 del 7 de junio de 2006».

El embajador argentino en Montevideo, Dante Dovena, señaló en julio de 2014 que por más que el Uruguay presente una protesta por la obra, no habrá marcha atrás de su gobierno en la decisión de construir el canal, es una decisión ya tomada. 

«Consta en las actas de la Carp que Uruguay autorizó. Allí se dice que se autorizan las obras del dragado del canal. Quizás no entendían en ese momento que perjudicaba al Uruguay como ahora se sostiene. Como hay una autorización de Uruguay del año 2006, nosotros vamos a ejercer ese derecho.»

Por su parte, el gobierno uruguayo rechaza la construcción del nuevo canal pues afirma que ese día la delegación de su país dio un «consentimiento condicionado» al dragado de un tramo del canal Punta Indio, y no a la construcción del canal Magdalena. El canciller Luis Almagro señaló que la disposición de la Subsecretaría argentina «no coincidiría exactamente» con lo que consta en las actas de la CARP, y que su país dio «un consentimiento primario» pero sujeto a que se drague a 36 pies de profundidad el canal Martín García, algo que aún no se realizó.
Con el nuevo canal el estado argentino no tendría la necesidad de continuar financiando el dragado de todo el sector oriental del trazado del canal Punta Indio (tareas cuyo costo, para mediados de 2014, ese país seguía erogando en su totalidad), el cual debería pasar a ser mantenido solo por el Uruguay. Como además esta obra podría afectar de manera directa la actividad del puerto de Montevideo, el gobierno uruguayo intenta que el llamado licitatorio sea congelado.
Para 2014, en el puerto de Buenos Aires los buques pueden tomar carga hasta un calado de 9,80 m; el resto de la bodega lo completan en la terminal portuaria montevidiana, ya que allí se ofrece hasta un calado de 11,20 m. Con el nuevo canal esta función se perdería.
Referentes del ambiente marítimo-portuario uruguayo creen que la construcción del Magdalena no puede evitarse: 

«Uruguay no va a tener elementos técnicos para oponerse al canal, porque no cambia el curso del río y no afecta a la navegación.»

 Para poder seguir siendo un puerto complementario, recomendaron que Montevideo debería dragar su canal de acceso hasta un calado de 14 m; de este modo seguiría ofreciendo a las empresas navieras 2 metros más de calado para cargar, a la vez que estaría obligado a mantener el canal Punta Indio con fondos de su tesoro; ambos costos insumirían entre 20 y 25 millones de dólares anuales. De no hacerlo, podría terminar siendo solo un puerto feeder ("alimentador") del de Buenos Aires, debiéndose cargar los productos de exportación uruguayos en barcos menores que los trasladarían al puerto porteño, ya que ante la falta de bodega en Montevideo este perdería las escalas de las grandes embarcaciones comerciales por el aumento del costo de flete. Según expresiones del propio presidente uruguayo, José Mujica, sería esa la estrategia que él tomará: 

«Si Argentina construye su canal nosotros nos beneficiamos con más libertad. Si ellos tienen la libertad de hacer, nosotros tenemos la libertad de profundizar la entrada al puerto a 14 metros.»

Según Edison González Lapeyre, negociador del Tratado del Río de la Plata, expresidente de la Administración Nacional de Puertos (ANP) y experto en derecho internacional y asuntos marítimos y fluviales, en este tema la Cancillería uruguaya actuó de forma negligente desde 2006, enfatizando que «Pasaron siete años con absoluta ignorancia de parte de la Cancillería sobre lo ocurrido en la CARP».